# Лянце, Владислав Элиевич
Владислав Элиевич Лянце (пол. Władysław Lance; 19 ноября 1920, Варшава — 29 марта 2007, Львов) — польский, советский и украинский математик, профессор Львовского университета.

## Биография
Родился 19 ноября 1920 года в Варшаве в еврейской семье. Начиная со школьного возраста, почти всю его жизнь связана со Львовом. Учился сначала шесть лет в гимназии № 9 на улице Хотинской, а впоследствии — два года в естественно-математическом лицее при гимназии № 12.
В январе 1940 года был зачислен на первый курс физико-математического факультета Львовского университета. Здесь он слушал лекции М. Зарицкого (математический анализ), В. Орлич (алгебра), С. Мазура (дифференциальная геометрия), Ю. Шаудер (теоретическая механика), посещал семинары С. Теорема. Его однокурсниками были М.И. Вишик и А. Штраус.
На втором курсе он доказал теорему, ссылка на которую есть в издании «Шкоцкой книги» Mauldina. Она дает ответ на поставленную проблему Э. Шпильрайна (Марчевский). Об этом написал Э. Шпильрайн в своей статье опубликованной в 1945 году в «Fundamenta Mathem.».
Во время войны он работал в строительстве и нефтяной промышленности в Башкирии, учительствовал. В 1945-48 годах продолжил обучение во Львовском университете. С 1 августа 1946 г. его назначили лаборантом кафедры теории функций, которой руководил проф. А. Кованько. В 1947 году была опубликована его первая научная работа по теории почти периодических функций, выполненная под руководством А. Кованько.
С 1948 года В. Лянце работал в Львовском политехническом институте, одновременно обучаясь в аспирантуре под руководством Я.Б. Лопатинского. В апреле 1951 году он защитил кандидатскую диссертацию на тему «О корректности постановки некоторых задач математической физики». В последующие годы научные интересы. Лянце были направлены главным образом в направлении функционального анализа.
Теория обобщенных спектральных операторов, а также ее применение в исследовании несамоспряжених операторов Штурма-Лиувилля на полуоси составляла основы докторской диссертации «Некоторые вопросы спектральной теории несамоспряженых операторов в гильбертовом пространстве», которую он успешно защитил в 1964 году в Московском университете.
С 1964 года В. Лянце работает в университете, как доцент (1964), профессор кафедры геометрии (1965-1971), заведующий кафедрой математического анализа (1971-1973), заведующий кафедрой теории функций и функционального анализа (1973-1991), профессор кафедры.
С началом работы Лянце в университете совпадает начало работы организованного им Львовского городского семинара по спектральной теории линейных операторов.
Наряду с теорией обобщенных спектральных операторов его интересуют теория оптимального управления, некоторые задачи упругости и др. В 1980 году В. Лянце начал изучать, а впоследствии — излагать научным работникам и студентам новую математическую науку — нестандартный анализ. Центр его научных интересов неуклонно смещается в сторону нестандартного анализа. К этой тематике он привлек и группу своих учеников.
О заслугах В. Лянце свидетельствуют более 130 научных трудов, три монографии, среди его учеников около 20 докторов и кандидатов наук.
Умер В. Лянце 29 марта 2007 года.
Сын — кандидат технических наук Эдуард Владиславович Лянце (род. 1950).